# Новая Татаровка
Новая Татаровка также Тэтэрэука Ноуэ (рум. Tătărăuca Nouă) — село в Сорокском районе Молдавии. Наряду с сёлами Старая Татаровка, Дечебал, Ниорканы, Новая Слободзея и Толоканешты входит в состав коммуны Старая Татаровка.

## География
Село расположено на высоте 195 метров над уровнем моря.

## Население
По данным переписи населения 2004 года, в селе Тэтэрэука Ноуэ проживает 492 человека (224 мужчины, 268 женщин).
Этнический состав села:
| Национальность | Число жителей | Процентный состав |
| -------------- | ------------- | ----------------- |
| молдаване      | 485           | 98,58             |
| украинцы       | 4             | 0,81              |
| русские        | 2             | 0,41              |
| прочие         | 1             | 0,2               |
| Всего          | 492           | 100 %             |

## Инфраструктура
В селе есть церковь, библиотека.